# Jász-Nagykun-Szolnok vármegyei 4. sz. országgyűlési egyéni választókerület
A Jász-Nagykun-Szolnok vármegyei 4. számú országgyűlési egyéni választókerület egyike annak a 106 választókerületnek, amelyre a 2011. évi CCIII. törvény Magyarország területét felosztja, és amelyben a választópolgárok egy-egy országgyűlési képviselőt választhatnak. A választókerület nevének szabványos rövidítése: Jász-Nagykun-Szolnok 04. OEVK. Székhelye: Törökszentmiklós

## Területe
A választókerület az alábbi településeket foglalja magába:
1. Cibakháza
2. Csépa
3. Cserkeszőlő
4. Kengyel
5. Kétpó
6. Kuncsorba
7. Kunszentmárton
8. Martfű
9. Mesterszállás
10. Mezőhék
11. Mezőtúr
12. Nagyrév
13. Öcsöd
14. Örményes
15. Szajol
16. Szelevény
17. Tiszaföldvár
18. Tiszainoka
19. Tiszakürt
20. Tiszapüspöki
21. Tiszasas
22. Tiszatenyő
23. Törökszentmiklós

## Országgyűlési képviselője
| Név           |                                              | Párt        | Terminus | Megjegyzés                                   |
| ------------- | -------------------------------------------- | ----------- | -------- | -------------------------------------------- |
| Boldog István |                                              | Fidesz-KDNP | 2014 –   | A 2014-es országgyűlési választás eredménye: |
| Boldog István | A 2018-as országgyűlési választás eredménye: | Fidesz-KDNP | 2014 –   |                                              |

## Demográfiai profilja
| Iskolai végzettség                | Iskolai végzettség               | Iskolai végzettség | Iskolai végzettség | Iskolai végzettség |
| --------------------------------- | -------------------------------- | ------------------ | ------------------ | ------------------ |
|                                   |                                  |                    |                    | fő                 |
| Általános iskolát nem végezte el  | Általános iskolát nem végezte el |                    | 2231               | 2231               |
| Általános iskola                  | Általános iskola                 |                    | 17725              | 17725              |
| Szakmunkás                        | Szakmunkás                       |                    | 21217              | 21217              |
| Érettségi                         | Érettségi                        |                    | 21420              | 21420              |
| Diploma                           | Diploma                          |                    | 8255               | 8255               |
| A 2022. évi népszámlálás szerint. |                                  |                    |                    |                    |

A Jász-Nagykun-Szolnok vármegyei 4. sz. választókerület lakónépessége 2022. október 1-jén 86 206 fő volt. A 2011-es és a 2022-es népszámlálás között 9816 fővel csökkent a választókerület lakosság száma. A választókerületben a korösszetétel alapján a legtöbben a középkorúak élnek 30 191 fővel, míg a legkevesebben a gyermekek 15 358 fővel. A választókerület lakosságának a 78,9%-nál van internet elérési lehetőség.
A legmagasabb befejezett iskolai végzettség szerint az érettségi végzettséggel rendelkezők élnek a legtöbben 21 420 fő, utánuk a következő nagy csoport a szakmunkások 21 217 fővel.
Gazdasági aktivitás szerint a lakosság közel fele foglalkoztatott 39 507 fő, második legjelentősebb csoport az inaktív keresők, akik főleg nyugdíjasok 23 040 fővel.
A választókerület legjelentősebb nemzetiségi csoportja a cigány 1239 fő, illetve a német 230 fő. Magyar állampolgársággal nem rendelkező külföldi állampolgárok aránya 0,4%.
Vallási összetétel szerint a választókerületben lakók legnagyobb vallása a római katolikus (12 012 fő), valamint jelentős közösség még a reformátusok (7890 fő). A vallási közösséghez nem tartozók száma szintén jelentős (20 173 fő), a választókerületben a legnagyobb csoportot alkotják.

## Országgyűlési választások
| Párt                             |           | Jelölt         | Szavazatok | %     | ± %   |
| -------------------------------- | --------- | -------------- | ---------- | ----- | ----- |
| Fidesz-KDNP                      |           | Herczeg Zsolt  | 23 667     | 51.50 | 6.79  |
| Egységben Magyarországért        |           | Csányi Tamás   | 17 047     | 37.10 | 16.34 |
| Mi Hazánk                        |           | Szabó Bettina  | 3756       | 8.17  | Új    |
| MKKP                             |           | Farkas Attila  | 936        | 2.04  | Új    |
| Normális Párt                    |           | Szegény János  | 399        | 0.87  | Új    |
| Munkáspárt-ISZOMM                |           | Bencsik Mihály | 148        | 0.32  | 0.24  |
| Megjelent                        | Megjelent | Megjelent      | 46 625     | 63.24 | 1.37  |
| A Fidesz-KDNP tartja a körzetet. |           |                |            |       |       |

| Párt                             |           | Jelölt          | Szavazatok | %     | ± %   |
| -------------------------------- | --------- | --------------- | ---------- | ----- | ----- |
| Fidesz-KDNP                      |           | Boldog István   | 21 668     | 44.71 | 2.5   |
| Jobbik                           |           | Csányi Tamás    | 19 760     | 40.78 | 10.16 |
| MSZP-Párbeszéd                   |           | Rózsa Endre     | 4668       | 9.63  | 11.76 |
| LMP                              |           | Ecseki Virág    | 1119       | 2.31  | 0.26  |
| Momentum                         |           | Matisz Károly   | 350        | 0.72  | Új    |
| Munkáspárt                       |           | Szilágyi András | 270        | 0.56  | 0.56  |
| Egyéb pártok                     |           |                 | 624        | 1.29  | 0.64  |
| Megjelent                        | Megjelent | Megjelent       | 49 343     | 64.61 | 8.73  |
| A Fidesz-KDNP tartja a körzetet. |           |                 |            |       |       |

| Párt                                |           | Jelölt                | Szavazatok | %     | ± % |
| ----------------------------------- | --------- | --------------------- | ---------- | ----- | --- |
| Fidesz-KDNP                         |           | Boldog István         | 18 524     | 42.21 |     |
| Jobbik                              |           | Csányi Tamás          | 13 436     | 30.62 |     |
| Összefogás                          |           | Rózsa Endre           | 9386       | 21.39 |     |
| LMP                                 |           | Sallai Róbert Benedek | 1128       | 2.57  |     |
| Munkáspárt                          |           | Pozsonyi Péter        | 490        | 1.12  |     |
| Szociáldemokraták                   |           | Váradi László         | 74         | 0.17  |     |
| Egyéb pártok                        |           |                       | 846        | 1.93  |     |
| Megjelent                           | Megjelent | Megjelent             | 44 484     | 55.88 |     |
| A Fidesz-KDNP nyeri meg a körzetet. |           |                       |            |       |     |